# Frances D'Souza
Frances Gertrude Claire D'Souza, baronne D'Souza, née le 18 avril 1944, est une femme politique britannique. Elle est membre depuis 2004 de la Chambre des lords, dont elle est présidente de 2011 à 2016.